# Xarldjin
Xarldjin (en rus: Шарлджин) és un poble (un possiólok) de Calmúquia, a Rússia, segons el cens del 2010 tenia 14 habitants. Pertany al districte municipal d'Oktiabrski.